# Széchenyi-kastély (Gencsapáti)
A gencsapáti Széchenyi-kastély a Vas vármegyei település egyik műemléki védelem alatt álló kastélya, mely a Gyöngyösapáti nevű falurészben található. A kastély mai felépítése több családnak köszönhető: alaprajzi tagoltsága is azt bizonyítja, hogy több família által lett (át)építve, bővítve, mivel a területnek sem csak egy birtokosa volt az idő folyamán. A kastély természetvédelmi terület alatt álló parkja korábban a megye legrégebbi és legértékesebb faállományával büszkélkedhetett, ma már az egész terület erősen leromlott, elhanyagolt állapotban van.

## Története

### 16-18. század

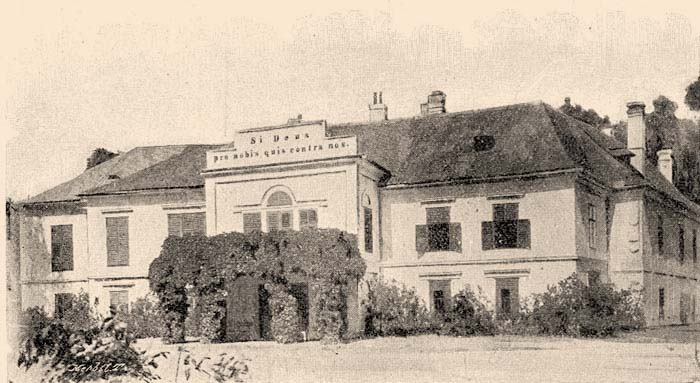
Az 1898-as felvétel a hátsó bejáratról, az oromfalon a híres jelmondattal: "Si Deus pro nobis, quis contra nos?" azaz "Ha Isten velünk, ki ellenünk?" Róm 8,31

A kastély mai alapjait a 16. század második felében építtetett a csömötei és nemesládonyi Chemethey család erődített nemesi rezidencia formájában, amit 1610-es források is említenek. A család kúriája volt, Chemethey István vasi alispán is lakott benne. Az épület 1720-as összeírása szerint a Bertha család építtetett a településen egy malmot és egy molnárházat, melyek közül a molnárház két szobából, konyhából, kamrából. istállóból és egy szekérszínből állt, a malom alatt pedig egy szűrt kalló volt, melyeket a molnár 1500 Ft-ért bérelt. A kastélyt fal vette körül, 12 szoba, 2 konyha, 2 kamra és 2 pince volt benne. Később sok család, többek között a Széchy, Kéry, Esterházy, Inkey és Styrum família kezén is megfordultak a település birtokai, így a kastély is, mielőtt 1763-ban a Bertha családé lett volna. Ekkor ugyanis Styrum Lipót lányának, Amáliának özvegyen maradt férje, Trach Károly eladta 21.420 Ft-ért az apáti uradalmat Bertha János (1719–1782) törvényszéki bírónak. Az uradalom központja a kastély volt, innét irányították Apátit és a környező területeket, így Nagykölkedet és Nárait is. 1776-ban Trach után Bertha szintén engedélyt kapott Csődy Pál egyházmegyei püspöktől a kastélyban működő magánkápolna fenntartására. Bertha János 1782-es halálakor az akkor huszonegy éves lánya, Bertha Mária Terézia (1761–1830) kapta meg az épületet, amit a század végén klasszicizáló késő barokk stílusban átépíttetett a rezidencia egy részének felhasználásával. Abban az évben összeírást készíttetett a kastélyban és a hozzátartozó épületekben lévő ingóságokról. Innét lehet tudni, hogy milyen helyiségek voltak benne: a hölgy külső és belső szobája, a néhai uraság szobája, ebédlő, öreg palota, nagyobb vendégszoba, fa palota, kápolna, kis vendégszoba, barát szoba, konyha, valamint egy nagy és egy kis pince. Sibrik Antal (1737–1797), Bertha János másik lányának, Klárának (1748–1772) a férje is itt lakhatott egy ideig, mert külön szobája volt. 1783-ban Mária összeházasodott Gencsapátiban a kevésbé tehetős, de rangos és tekintélyes péchújfalusi Péchy Pállal (1756–?), így a kastély a péchújfalusi Péchy családé is lett, akik a Bertháékkal együtt javíttatták is az épületet.

### 19. század
Bertha Mária és Péchy Pál viszonya később megromlott és 1805. december 5-én elváltak, ami anyagilag nehéz helyzetbe hozta Máriát, így kénytelen volt eladni a birtokot: 1810. március 11-én Apátival együtt eladta a bessenyei, a seregélyházi és a csömötei földjeit 63.000 bankócéduláért nagyszentmiklósi Nákó Sándornak. Az adás-vételt 1829-ben fia, Péchy Pál (1795–?) megtámadta azzal az okkal, hogy zár alatt volt a birtok, de végül 1812. augusztus 17-én gróf Széchényi Ferenc megvásárolta Nákótól a területet, így az épületeket is. Egyes források szerint Széchényi a Péchy és a Nákó családtól vette meg 162.600 forintért, más források szerint Péchy Máriától 68.000 Ft-ért. 1814. augusztus 15-én Széchényi Ferenc az általa alapított három hitbizományi birtokát három fiának adta: Lajosnak a sopronhorpácsit, Pálnak a gyöngyösapátit, Istvánnak pedig a nagycenki uradalmat, így az apáti kastély is gróf Széchényi Pál (1789–1871) császári és királyi kamarásé lett, több más birtokkal egyetemben, aki az 1820-as években klasszicista stílusban átépítette, hogy a két feleségétől származó tizenhárom gyermekkel kényelmesebben elférjen. Pált sokszor meglátogatta a rezidencián István öccse, 1831-ben még a napóleoni háborúk hadvezére, Marmont marshall is látogatást tett náluk. A családi birtokmegosztás során Pál idősebb fia, gróf Széchényi Kálmán (1824–1914) valóságos belső titkos tanácsos kapta meg a gyöngyösapáti, az iváni és az újkéri birtokokat, majd 1868-ban újból elkerült a település tulajdonjoga, mégpedig Pál ötödik fiára, gróf Széchényi Jenő (1836–1911) nagybirtokosra. Jenő gyermekei közül többen is a rezidencián születtek (1878-ban Marietta, 1880-ban Pál). 1876-ban Lipp Vilmos bölcseleti doktor volt a kúria látogatója, aki a Vasmegyei Lapokban azt írta a beszámolójában, hogy a kastély régebbi része egy 16. században épült zárdaépület, olasz ízlésű loggiás belső udvarral. Két évvel rá tűzvész pusztított az épület kerti melegházában, amely során mintegy 28.000 forintos kár keletkezett. Az 1880-as évek elején Széchényi Jenő anyagilag nehéz helyzetbe került, mivel dr. Pottyondy nevű ügyvédje jelentős összeget elsikkasztott a vagyonából, ezért a kastélyt és a hozzá tartozó 400 katasztrális holdas uradalmat eladta felesége, monyorókeréki és monoszlói Erdődy Franciska (1841–1906) öccsének, gróf Erdődy Gyula (1845–1917) politikusnak 250.000 Ft-ért (Széchényiék ekkor a szentlőrinci kastélyukba költöztek át). 1892-ben az Erdődy család aztán továbbadta az épületet az osztrák származású gróf Schönfeld György (1865-1943) császári és királyi főhadnagy és Grimmer Erzsébet (1861-1944) feleségének 280 000 forintért, akik Bakófáról költöztek el, s kinek harmadik gyermekük, Miksa, 1894-ben a kastélyban született. Az 1898-as Borovszky Samu által írt Vas vármegye című könyvében megjelent fényképen még látható volt a Széchenyi (és a Rákóczi) család által is használt jelmondat az épület középrizalitjának oromzatán: "Si Deus pro nobis, quis contra nos?" azaz "Ha Isten velünk, ki ellenünk?" Róm 8,31. Az 1890-es évek után eklektikus stílusban átalakították a kastélyt.

### 20. század

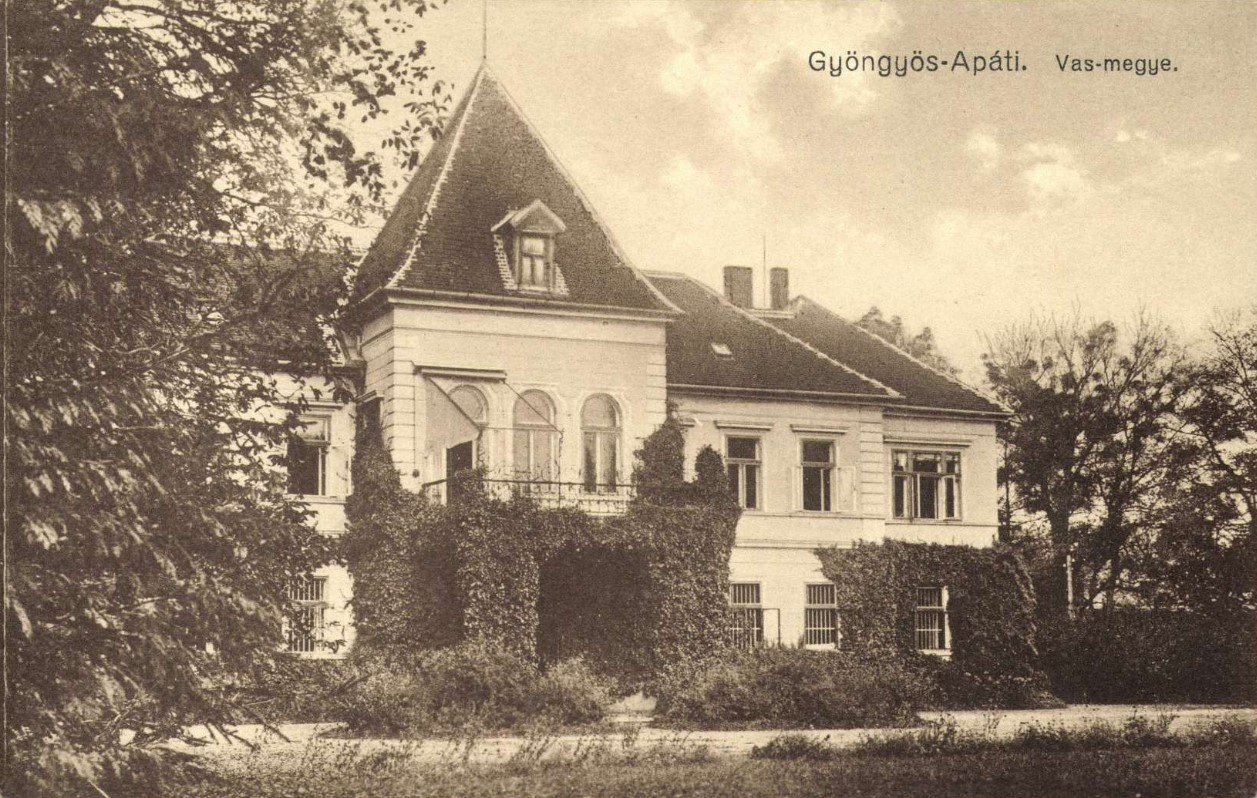
A kastély déli főhomlokzata az 1930-as években, mikor gróf Apponyi Alberté volt

1901-ben Széchényi Jenő korábbi tulajdonos bátyja, gróf Széchényi Ferenc (1835–1908) főrend visszavásárolta Scönfeldtől 285 000 forintért, melyhez akkor 326 katasztrális hold tartozott. Ferenc még akkor odaadta a birtokát fiának, gróf Széchényi Rezső (született Rudolf, 1862–1928) császári és királyi kamarásnak, akinek apósa, gróf Herberstein Zsigmond (1831–1907) 70 000 forintos kölcsönt adott a birtok visszavásárlásához. Rezső és családja korábban a boldogasszonyfai és a kőszegi kúriában élt, utóbbit Schönfeld gróf vette meg tőle. 1902 februárjában gróf Széchényi Miklós győri megyéspüspök felszentelte a kastély Rezső által művészien berendezett házi kápolnáját. Az 1920-as évek közepén a magyar állam megvásárolta Rezsőtől a kastélyt, a gróf pedig Szarvaskenden vett új rezidenciát és birtokot. Az állam aztán 1925 előtt gróf nagyapponyi Apponyi Albert miniszternek ajándékozta az apáti kastélyt és a már csak 135 katasztrális holdas területet kártérítés gyanánt, mert a Pozsony vármegyei Éberhárdon lévő kastélya a trianoni békeszerződés során Csehszlovákiához került. Apponyi a kúriát csak pihenőhelyként használta, az 1928-as sajtó szerint itt fogadta például Harold Harmsworth brit politikus Esmond Cecil Harmsworth (1898–1978) fiát is. Végrendeletében az államra hagyta, így 1933-ban bekövetkezett halálakor újra visszakerült az államhoz, a Magyar Királyi Honvédelmi Alap kezelésébe, mely 1935-ig honvédtiszti üdülőként működtette.
A második világháború végén a szovjet hadsereg költözött be a harminckét szobába, akik még 1946 elején is ott voltak. 1945 és 1948 között volt deportáltak lakták, a háború végéig pedig lengyel menekülteket szállásoltak el benne, majd ezután visszakerült újból a katonasághoz: a felszabadulás után a Honvédelmi Minisztérium vette át az épületet üdülő céljára, elvégezve az épületen néhány belső átalakítást és a kastély mellé négy helyiségből álló gyermekfoglalkoztatót építettek. 1946-47-ben a JOINT nevű, zsidók segítésére létrejött szervezet gyermekeket üdültetett a kastélyban. 1957-ben kialakították a Gencsapáti Általános Iskola és Nevelőotthont általános iskolás korúak számára, melynek feladata akkor a 6-10 éves gyermekek nevelése volt négy csoportban, ami összesen 120 főt jelentett. Egy évvel rá, 1958-ban műemléki védelmet kapott. 1978-ban új épületeket húztak fel kb. 50 millió forintos költségvetéssel a kastély parkjában a gyermekotthon számára: nézeteltérés lett az építkezésből, mert a kivitelezőt, a Vas megyei Tervező Irodát az a vád érte, hogy szakszerűtlenül és gondatlanul kezeli a megye legrégibb és állományilag legértékesebb faállományát az építkezés során, ami végül is bekövetkezett: több értékes fa került kivágásra. Végül Petőfi Sándor Nevelőotthon néven kapott helyett egy 80 fős óvoda és szálláshely. 1982-ben ide helyezték át a kemenessömjéni óvodás otthont is, ahol 1984-ben összesen 200 gyermekről gondoskodtak. A kastély első felújítása, átalakítása 1984-ben kezdődött el Andor Ottó (1943-2021), a nevelőotthon igazgatósága alatt (1975-1991), a kivitelező a szombathelyi Építőipari Szövetkezeti Közös Vállalat, valamint a kőszegi Univerzal Gazdasági Munkaközösség volt, amit 1985-ben fejeztek be 110 millió forintos kiadással. A felújítást követően nyolc tanulószoba, egy tornaterem, egy klubterem, olvasótermes szabadpolcos könyvtár, továbbá iroda és nevelői szoba kapott benne helyett, ügyelve arra, hogy a kastély megőrizze műemléki jellegét. Az 1990-es években a György Júlia Nevelőotthont viselte az intézmény, György Júlia gyermek- és ideggyógyász szakorvosról kapva a nevét. 1997-ben a kastély és a park is a Vas megyei önkormányzat tulajdonában volt, a kastélyban Vas Megyei Csecsemő- és Gyermekotthon néven működött tovább a gyermekintézet, mely a park fenntartásáért is felelt.

### 21. század

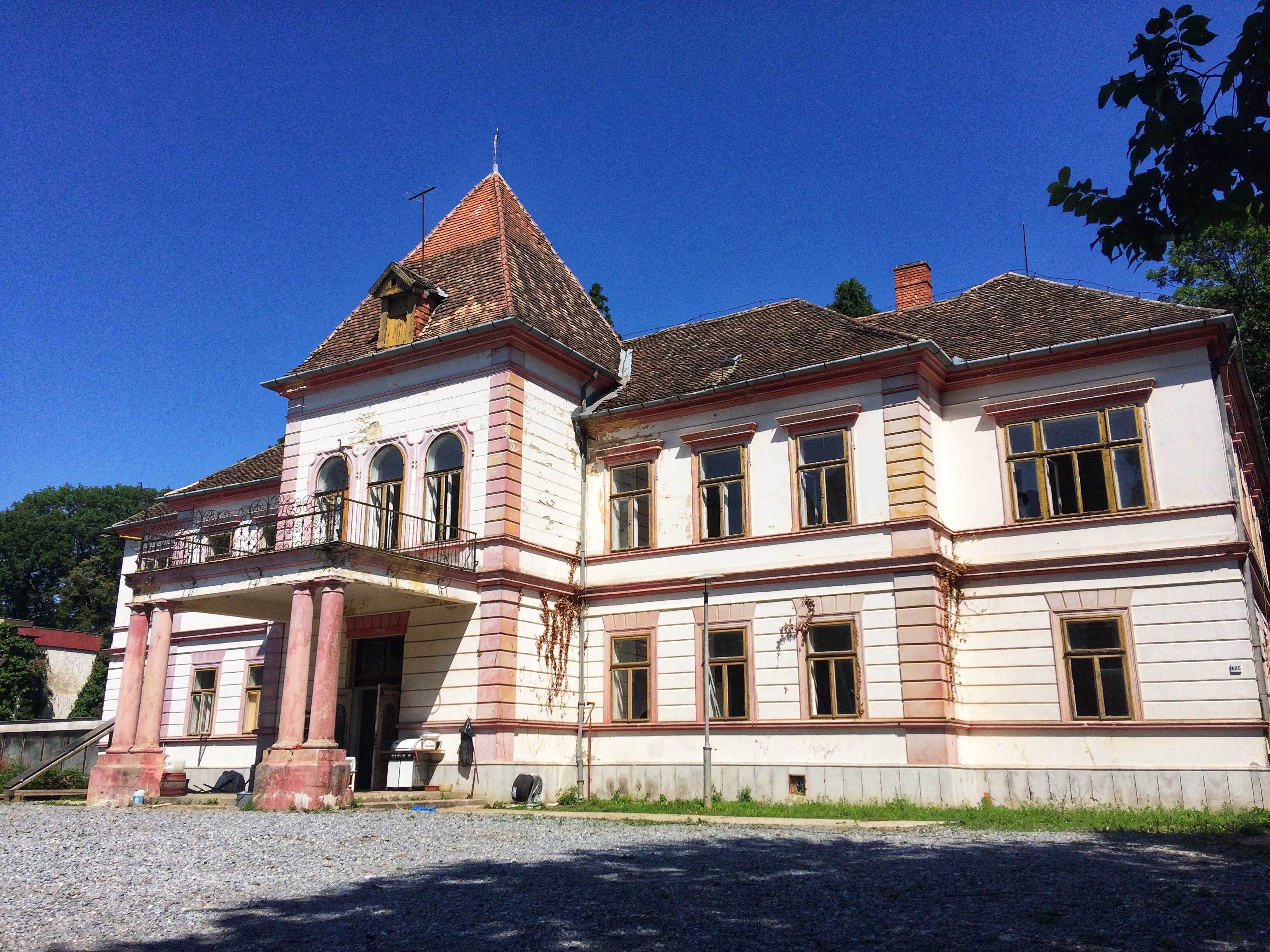
A kastély főbejárata 2023-ban

2004-től két telephelyen lakásotthonokban működött a gyermekotthon.  2008 környékén egy cég közbeszerzési eljárás során új épületet húzott fel a gyermekotthonnak, aminek fejében megkapta a kastélyt és az egész ingatlant. 2006-ban az Ernuszt Kelemen Gyermekvédelmi Intézmény külső telephelyeként befejezte a terület használatát, azóta a kastély nem látogatható, állapota nagyon leromlott, egy veszprémi ingatlankezelő cégnél van magántulajdonban. A szebb időket is megélt, üresen álló kastélyból ellopták az összes radiátort, a beltéri ajtók 90%-át, megbontották a tetőt, így áznak a falak. A tulajdonos idősek otthonát szeretett volna benne kialakítani, 72 embernek adott volna munkahelyet, de végül nem valósultak meg a tervek. 2007 óta őrizteti a területet, azóta csökkentek a lopások, helyette ő tizedelte meg illegálisan a park faállományát még 2011-ben is. 2018-ban eladásra kínálták 70+5 félszobával, arborétummal, halastóval, aszfaltozott focipályával és hat épülettel 900 millió forintért. Az ajánlatban azt írták, hogy geológus szakvélemény alapján az épület alatt 700-1000 méter mélyen 32 fokos termálvíz van, így a hely gyógy- és wellnessfürdő kialakítására alkalmas. 2023-ban újból eladásra kínálták 80 szobával, 20 fürdőszobával, több épületegyüttessel 1.291.500.000 forintért, jelezve, hogy felújításra szorul. Az épületek állapota, a parkkal együtt, tovább romlott: szinte már csak a kastély falai vannak meg, minden más eltűnt belőle, a körülötte lévő épületek romosak, bennük és körülöttük romhalmazok vannak, a faállomány pedig tovább csökkent.

## Kastélypark

### 19. század
A Gyöngyös patak által kettéválasztott, 15 hektáron elterülő kastélypark természeti viszonyairól dr. Tóth József (1951-) kertészmérnök így írt 1994-ben megjelent A Gencsapáti Apponyi kastélypark című kiadványában:
A park sík területen helyezkedik el, időszakosan magas a talajvíz állása. A pliocén kavics alapkőzeten a Gyöngyös patak áradásai következtében mély termőrétegű öntéstalaj alakult ki. A talaj fizikai szerkezete vályog, kémhatása gyengén savanyú. Szubalpin éghajlata kiegyenlített hőmérsékleti viszonyokat és 750 mm feletti évi csapadékot biztosít. A Gyöngyös és a mintegy 0,8 ha mesterséges tó, továbbá az észak, északnyugati védő cserjefasáv sajátos, párás, viszonylag szélmentes mikroklímát biztosít.
A területet Széchényi Pál (1789–1871) (egyes források szerint pedig inkább az apja, Széchényi Ferenc) kamarás telepítette be a napóleoni háborúk idején az akkori szentimentális tájképi kertészetnek megfelelően (platánfenyőkorszak). Később, az 1820-as évek előtt angolkertté alakíttatott, tele egzotikus növényekkel, bokrokkal és fákkal népesítve azt be. Közepén, a 8000 m²-es, mesterségesen kialakított tóban egy szigetet építtetett, amit csónakokkal körbe lehetett hajózni, továbbá árkokat létesítettek, megakadályozva, hogy a Gyöngyös kiöntsön a területre. A birtoknak mezei gazdasága volt, melybe Széchényi 1815-ben Szent Gallenből vásárolt és hozatott svájci szarvasmarhákat. 1850 körül örökzöld havasszépéket (rhododendronokat) és exóta fenyőket telepítettek be, amely az első havasszépe-telepítés volt Magyarországon.

### 20. század

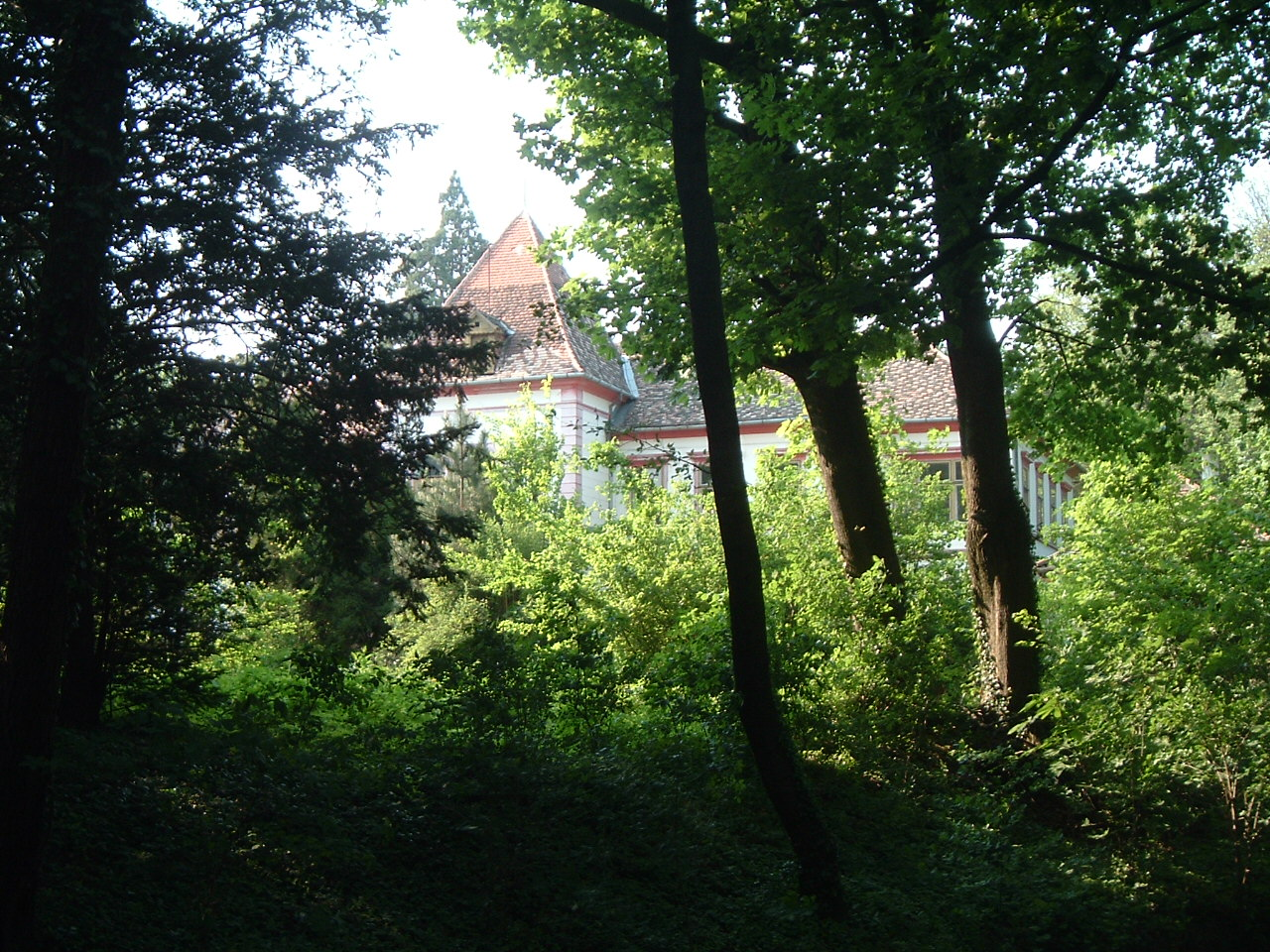
A kastély egy 2007-es felvételen

Az 1900-as évek elejére több idős faegyed is kipusztult: ekkor Széchényi Rezső (1862–1928) császári és királyi kamarás újratelepítette a park egy részét, értékes dendrológiai parkká változtatva a területet: unokatestvére, gróf Ambrózy-Migazzi István botanikus segítségével főként örökzöld fenyőket, mamutfenyőket, babérmeggyeket, bambuszokat, amerikai harangrózsákat és havasszépéket telepített be. 1932-ben Pauer Arnold (1885–1968) szombathelyi tudós Vas vármegye természeti emlékeiben a következőket írja: a park északnyugati részén, a Gyöngyös jobb oldali partján az egykori ártéri erdő maradványaként termetes tölgyfák állnak, a tölgy-szil-kőris ligeterdők maradványaiként, melyeket 5-600 évesnek tartanak, a tó partján pedig mamutfenyő és havasszépeerdő húzódik. 1935-től a park honvédtiszti üdülőként működött. A Széchényi Pál által kialakított park arculata a második világháborúig maradt meg, mely ezután erősen elhanyagolt állapotba került: csak az utakat tartották karban, a területen elhatalmasodtak az értéktelen fafajok, és a hibás betelepítések miatt a tájképi ligetes parkszerkezetet is jelentősen elrontották. 1956-ban Papp József felmérést végzett a kertről: a növénylistája 101 taxont tartalmazott.
Az 1978-as építkezés során az építést vezető Vas megyei Tervező Iroda már az építkezést megelőző vizsgálatok előtt ki akart vágni fákat, a Gencsapáti Általános Iskola és Nevelőotthon akkori igazgatója elmondása szerint a beruházó magával az iskolával szerette volna ezt megtenni, amit értelemszerűen nem tudtak elvállalni. De így is több értékes fa került kivágásra, attól függetlenül, hogy a tervező iroda azt állította, hogy körültekintően járt el az építkezést megelőző felméréseknél. Akkoriban itt volt megtalálható a megye legrégibb és állományilag legértékesebb faállománya, és ezekben az időkben itt volt az ország legnagyobb lucfenyője. 1980 augusztusában természetvédelmi területté nyilvánította a Vas megyei Tanács Végrehajtó Bizottsága (törzskönyvi száma 17/20/80), amit a rendkívül ritka és értékes növényvilága miatt tettek meg, és engedélyhez kötötték a látogatást. A védetté nyilvánításért és a park fennmaradásáért különösen sokat tett Simon József. 1983-ban újból felmérték a terület növényzetét, amit Hatos István és Tóth József vezetésével az MMIK-Búvár klub Növénytani Szakcsoportja végzett a kastély felújítása előtt: a kert 145-féle fás növényt tartalmazott, lágyszárúak közt ciklámenekkel és kónya sármakkal. Megállapították, hogy sajnos a felújításnak (építkezésnek) és a sok esetben szakszerűtlen, érthetetlen fakivágásoknak több exóta is áldozatul esett, mint például két kaukázusi szárnyasdió és egy liliomfa faj, több esetben megsértve az északnyugati erdősávot is. A szakcsoport csak értéktelen fafajokat javasolt kivágásra, hogy a park eredeti térszerkezetét vissza lehessen állítani, illetve idős, méretes fafajok kiszabadítása céljából javasolta nem odavaló, értéktelen fák kivágását. Tanácsadói munkáját Horváth János volt megyei környezetvédelmi titkár felkérésére végezte, ami hozzájárulhatott volna egy esetleges jövőbeni parkrekonstrukcióhoz is: 8 pontban írták le, hogy miket lenne érdemes figyelembe venni egy felújítás során.
A kastély 1985-ös felújításakor szabadidős tevékenység gyanánt egy csónakázótavat létesítettek, csakúgy mint Széchényi Pál idejében. 1997-ben Hollósi József, a falu egykori polgármestere és a kastély területén működő Vas Megyei Csecsemő- és Gyermekotthon igazgatója azt mondta, hogy a park fenntartására nem volt költségvetése a helyi önkormányzatnak, költségvetésüket pályázatokból kellett kiegészíteniük, és nem volt parkfenntartásban jártas szakemberük sem, így a fenntartást a gyermekotthonban lakó nagyobb gyerekek és az intézet dolgozói végezték el, ezért annak állapota folyamatosan leromlott.

### 21. század
2000-ben elpusztult a "Vak Bottyán tölgynek" nevezett fa. 2004-ben a parkban egy földszintes, négy pilléres tornáccal ellátott ház állt, amelynek architektúrája megegyezik a főépülettel. 2007 óta a tulajdonos szakemberekkel és fakitermelőkkel illegálisan, engedély nélkül csökkenti a park növényzetét, amiért sok feljelentést is kaptak, mert állításuk szerint a terület nem védett, amit 2011 tavaszán a Kulturális Örökségvédelmi Hivatal munkatársai rendben találtak. Abban az évben Gencsapáti jegyzője, dr. Görög István a község akkori polgármesterével, Kovács Vincével helyszíni felmérést végeztek egy bejelentés után, majd levéllel fordultak a hatóságokhoz, a Környezetvédelmi Minisztériumhoz, az Őrségi Nemzeti Parkhoz és a Kulturális Örökségvédelmi Hivatalhoz, megkérve őket arra, hogy foglaljanak állást: védett-e a terület vagy sem, kell-e engedélyt kérnie a tulajdonosnak a fakivágásokhoz. Akkor a gondnok, Ferenczi Endre nem tudott felmutatni semmilyen engedélyt. A jegyző és a polgármester álláspontja az volt, hogyha nincs védelem alatt a park, akkor Gencsapáti képviselő-testületének kellett volna helyi védettség alá helyeznie, ami korábban is így volt, de a 2007-es deregulációs törvény ezt megszüntette, amit ők szerettek volna megújítani. 2011 novemberében a Kulturális Örökségvédelmi Hivatal védelmi osztályának a vezetője, Győr Attila azt mondta, hogy a nyilvántartásuk szerint védett a terület, ami építési engedélyköteles, és kötelező fakivágási engedélyt kérni. Így a tulajdonos valóban engedély nélkül, illegálisan irtotta a park növényállományát, még 2011-ben is teherautókkal hordta ki a kivágott fákat, ráadásul még az irtást is szakszerűtlenül végezte dr. Tóth József (1951-) kertészmérnök, dendrológus, az 1994-ben megjelent A Gencsapáti Apponyi kastélypark szerzője szerint, mert kivágták a park szélén, körben végighúzódó erdősávot, ami védelmet adott a kertnek, úgy döntve le a fákat, hogy azok súlya alatt más fák is kidőltek.

## Kialakítása
Szabadon álló, egyemeletes, összetett, U-alaprajzú épület. Földszinti fala sávozottak, sarkain sávozott pilaszterek vannak.
- Ablakok: szalagkeretesek, a földszintiek felett sugárirányú kváderezés, az emeletiek felett egyenes szemöldökpárkány van.
- Főhomlokzat: 1+3+3+3+1 tengelyes, középrészen erőteljesen kilépő rizalit, előtte 2+2 toszkán oszlopokon nyugvó kocsialáhajtó látható, tetején díszes, vasrácsos erkély. A bejárati ajtó egyenes záródású, a középrizalit tetejét faragott díszítésű fa tetőablak díszíti.
- Bal oldali oldalhomlokzat: végéhez mellékszárny csatlakozik, a homlokzat földszintje 2+3+4 osztású, emelete (1+A+1)+3+5 tengelyes. Bal szélén 2 volutás díszítésű konzolon fekvő erkély van, középen mind a földszinten, mind az emeleten falsíkba simuló tornác húzódik, amelyet a földszinten 2 toszkán oszlop, az emeleten 2 faoszlop tart.
- Jobb oldali oldalhomlokzat: 4 osztású
- Hátsó homlokzat: 2+2+2 tengelyes, szélein erősen előrelépő oldalrizalitok húzódnak, belső oldalaikon 1-1 ablak látható.
- Bal oldali oldalrizalit: 2 tengelyes, középen is rizalit lép ki a fal síkjából, a hátsó homlokzaton csak ez a rész sávozott.
- Jobb oldali oldalrizalit: ehhez kapcsolódik a mellékszárny, melynek belső oldala 5 tengelyes, a szárnyvégen nincs nyílás.